# Cyrtotria gracilis
Espèce
Cyrtotria gracilis est une espèce de cafards de la famille des Blattidae.

## Distribution
Guinée équatoriale, Cameroun.